# Förening

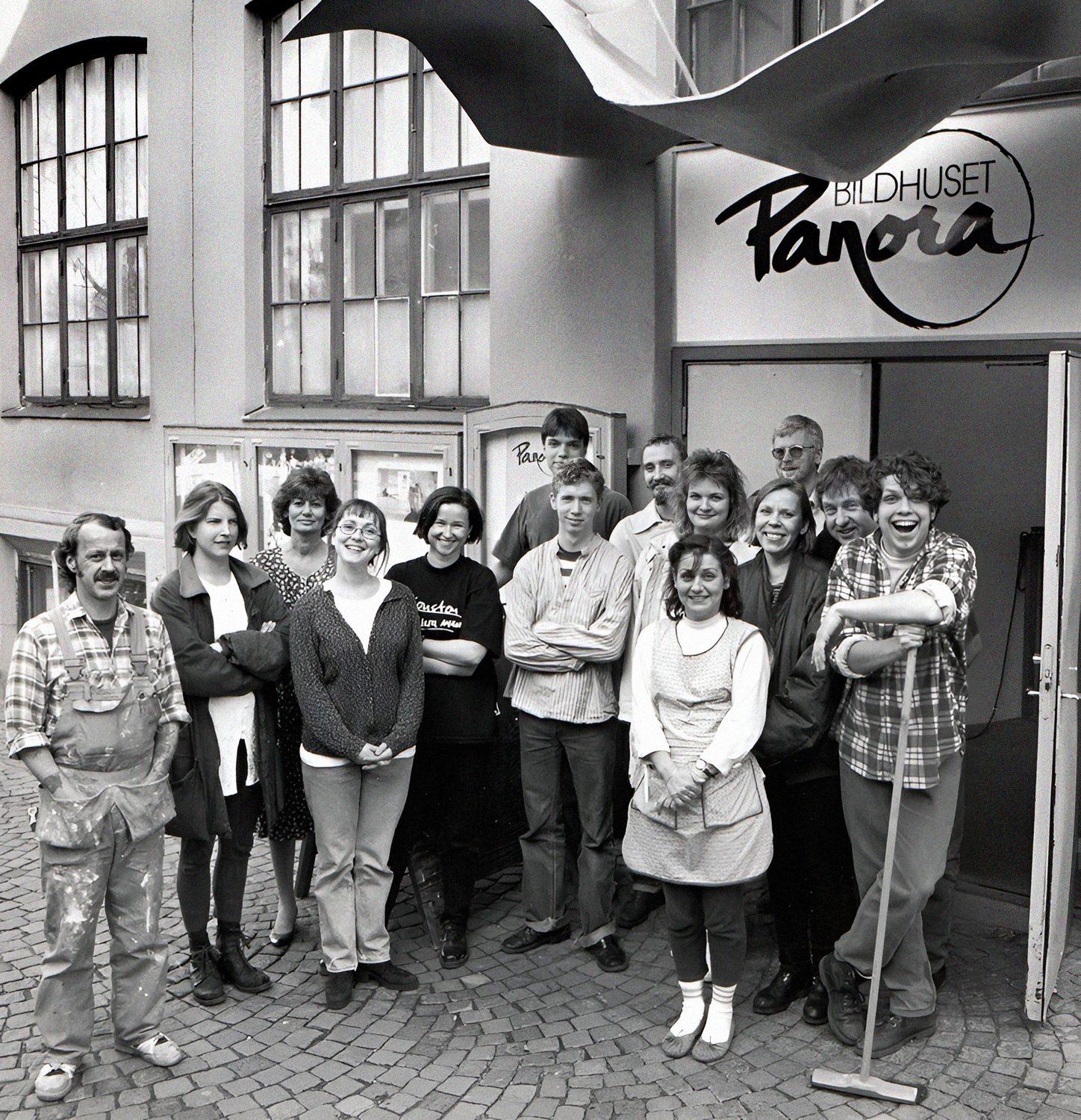
Folkets Bio är en kulturförening med inriktning på film, på bilden medlemmar i avdelningen i Malmö 1994.

En förening är en sammanslutning av personer eller andra typer av intressenter, det vill säga en organiserad grupp medlemmar som ägnar sig åt en avgränsad verksamhet. Man skiljer på ideella föreningar och ekonomiska föreningar. Det finns även offentligrättsliga föreningar, såsom i Finland studentkårer och Röda Korset och i Sverige de offentligrättsliga korporationerna. En del föreningar är juridiska personer.
Skatteverkets i Sverige definition av en förening: "En förening är en sammanslutning av fysiska och/eller juridiska personer som tillsammans verkar för ett gemensamt ändamål. De vanligast förekommande typerna av föreningar är de ideella- och ekonomiska föreningarna. Det finns även andra föreningar som är grundade på särskilda lagar, förordningar eller föreskrifter. En förening kan vara en juridisk person om den har styrelse, stadgar och medlemmar. För vissa föreningar som exempelvis de ekonomiska föreningarna, krävs även en registrering hos Bolagsverket."
Klubbar och sociala nätverk är ofta mer löst organiserade, men kan vara eller drivas av föreningar.
I Finland skiljer man mellan oregistrerade och registrerade föreningar, varav de senare är juridiska personer. Därtill kommer de offentligrättsliga föreningarna. Partier är registrerade föreningar som antecknats i partiregistret.

## Typer av föreningar
- Ideell förening
- Ekonomisk förening
- Registrerad förening
- Samfällighetsförening
- Offentligrättslig korporation